# USS Gansevoort (DD-608)
USS Gansevoort (DD-608) là một tàu khu trục thuộc lớp Benson của Hải quân Hoa Kỳ đã phục vụ trong suốt Chiến tranh Thế giới thứ hai. Nó là chiếc tàu chiến duy nhất của Hải quân Hoa Kỳ được đặt tên theo Thiếu tướng Hải quân Guert Gansevoort (1812-1868), người từng tham gia cuộc Chiến tranh Mexico-Hoa Kỳ và cuộc Nội chiến Hoa Kỳ.

## Thiết kế và chế tạo
Gansevoort được đặt lườn tại chi nhánh xưởng tàu của hãng Bethlehem Steel Corporation ở San Francisco, California vào ngày 16 tháng 6 năm 1941. Nó được hạ thủy vào ngày 11 tháng 4 năm 1942; được đỡ đầu bởi bà Robert C. Sofio, và được cho nhập biên chế tại San Francisco vào ngày 25 tháng 8 năm 1942 dưới quyền chỉ huy của Hạm trưởng, Thiếu tá Hải quân E. A. McFall.

## Lịch sử hoạt động

### 1942 – 1943
Sau khi hoàn tất chạy thử máy, Gansevoort khởi hành từ San Francisco vào ngày 18 tháng 11 năm 1942, hộ tống một đoàn tàu vận tải đi ngang qua Hawaii để đến Nouméa, New Caledonia, đến nơi vào ngày 9 tháng 12. Được phân về lực lượng Nam Thái Bình Dương, nó trảiq ua ba tháng tiếp theo bảo vệ các đoàn tàu vận tải chuyển binh lính và tiếp liệu tăng cường cho Guadalcanal từ New Caledonia; New Hebrides; Wellington và Auckland, New Zealand. Nhiệm vụ này kết thúc vào ngày 18 tháng 3 năm 1943, khi Gansevoort khởi hành từ Espiritu Santo, New Hebrides để gia nhập Đội Hỗ trợ phía Bắc dưới quyền Chuẩn đô đốc Charles H. McMorris, gồm các tàu tuần dương và tàu khu trục để đi đến đảo Attu thuộc quần đảo Aleut. Nó tham gia cuộc bắn phá chuẩn bị lên Attu vào ngày 26 tháng 4; thực hiện nhiều cuộc tấn công bằng mìn sâu vào một tàu ngầm Nhật Bản tại khu vực đó vào ngày 14 tháng 5 nhưng không thể xác định kết quả; hộ tống các đoàn tàu tại các lối tiếp cận phía Bắc và phía Nam chung quanh chuỗi quần đảo Aleut; và đã hai lần bắn phá Kiska, Alaska vào các ngày 2 và 12 tháng 8.
Gansevoort khởi hành từ vịnh Kulka vào ngày 24 tháng 8, và được sửa chữa tại Xưởng hải quân Puget Sound cho đến ngày 28 tháng 9. Nó lên đường cùng Đội khu trục 27, đi ngang qua Hawaii để đến Wellington, New Zealand. Tại đây nó trở thành một đơn vị thuộc Lực lượng Tấn công phía Nam dưới quyền Chuẩn đô đốc Harry W. Hill có nhiệm vụ đưa Sư đoàn 2 Thủy quân Lục chiến dưới quyền Thiếu tướng Julian C. Smith đi đến đảo san hô Tarawa thuộc quần đảo Gilbert. Gansevoort đã tiếp tục bắn pháo hỗ trợ cho lực lượng Thủy quân Lục chiến trong cuộc đổ bộ ban đầu lên Tarawa vào ngày 20 tháng 11, tiếp cận bãi đổ bộ để tiêu diệt các vị trí cố thủ của đối phương bằng hỏa lực bắn thẳng. Đến ngày 24 tháng 11, nó hỗ trợ lực lượng Thủy quân Lục chiến chiếm đóng đảo san hô Abemama; và sau khi đón lên tàu binh lính bị thương, nó nả pháo tiêu diệt toàn bộ quân Nhật trú đóng trên đảo này. Chiếc tàu khu trục tuần tra chống tàu ngầm chung quanh Tarawa cho đến ngày 4 tháng 12, khi nó lên đường đi ngang qua Hawaii để quay về San Francisco, nơi cả hai turbine hơi nước áp lực cao của nó được thay thế.

### 1944
Gansevoort khởi hành từ San Francisco vào ngày 13 tháng 3 năm 1944 để gia nhập thành phần hộ tống một đoàn tàu vận tải đi từ Hawaii đến đảo san hô Majuro thuộc quần đảo Marshall, đến nơi vào ngày 1 tháng 4. Trong những tháng tiếp theo, nó tuần tra phong tỏa và chống tàu ngầm ngoài khơi những đảo còn do quân Nhật chiếm đóng ở phía Đông quần đảo Marshall, cứu vớt nhiều phi công Thủy quân Lục chiến bị bắn rơi. Trong một dịp nó đã tiếp cận cách bờ biển chỉ 500 yd (460 m) bắn phá các khẩu đội pháo bờ biển đối phương trong khi xuồng máy của nó giải cứu một phi công. Nó còn giúp phá hủy hệ thống phòng thủ đối phương khi bắn phá đảo san hô Mille vào các ngày 26 tháng 5 và 9 tháng 6, cũng như xuống đảo san hô Taroa vào ngày 8 tháng 8. Được tách khỏi nhiệm vụ này vào ngày 19 tháng 8, nó được tiếp liệu tại Trân Châu Cảng trước khi lên đường, đi ngang qua New Guinea để đến Manus thuộc quần đảo Admiralty, nơi nó gia nhập lực lượng được tập trung cho chiến dịch giải phóng quần đảo Philippine.
Gansevoort gia nhập Hải đội Khu trục 48 để bảo vệ các tàu vận chuyển thuộc Lực lượng Tấn công phía Nam dưới quyền Phó đô đốc Theodore S. Wilkinson ngoài khơi bãi đổ bộ tại Leyte trong các ngày 20 và 21 tháng 10. Từ ngày 27 tháng 10 đến ngày 13 tháng 12, nó hộ tống các đoàn tàu vận tải chuyển binh lính và tiếp liệu từ New Guinea đến Philippine. Vào ngày 27 tháng 12, nó tham gia một đoàn tàu vận tải lớn tại Dulag, Leyte, bao gồm 99 tàu hải quân và tàu buôn để vận chuyển binh lính và tiếp liệu đến Mindoro. Di chuyển ngang qua eo biển Surigao, họ liên tục bị máy bay ném bom, máy bay ném ngư lôi và máy bay tấn công cảm tử kamikaze đối phương tấn công nặng nề. Khi đoàn tàu đi qua biển Mindanao và Sulu, đối phương tấn công liên tục cả ngày lẫn đêm từ ngày 28 đến ngày 30 tháng 12, tạo ra gần 72 giờ địa ngục và công việc nhọc nhằn cho thủy thủ của gần một trăm con tàu.
Các xạ thủ của Gansevoort đã bắn rơi năm máy bay đối phương và trợ giúp vào việc bắn rơi 12 chiếc khác. Cho dù máy bay đối phương đã đánh chìm một tàu buôn và mật tàu đổ bộ LST cũng như làm hư hại nặng một tàu buôn khác cùng với Porcupine, những cuộc không kích này đã không ngăn cản được lực lượng tấn công hùng hậu. Con tàu tiến vào vịnh Mangarin, Mindoro cùng với đoàn tàu vào sáng ngày 30 tháng 12; trưa hôm đó, một máy bay kamikaze đã đâm bổ vào sàn chính chiếc tàu khu trục bên mạn trái. Vụ nổ dữ dội đã làm mất lái và mất điện con tàu, gây nhiều đám cháy, và làm thiệt mạng hay bị thương người trong số thủy thủ đoàn. Các đội kiểm soát hư hỏng đã không thể tiếp cận phần đuôi tàu do sàn tàu chính bị uốn cong lên sau vụ nổ.
Các tàu khu trục Wilson và Philip đã trợ giúp vào việc chữa cháy, và kéo nó về điểm thả neo của căn cứ PT Mindoro. Tại đây, nó được giao nhiệm vụ khá bất thường: cắt rời phần đuôi của Porcupine bằng ngư lôi trong nỗ lực dập tắt một đám cháy trước khi nó lan đến những thùng xăng máy bay chứa phía trước. Mực nước quá nông nên ngư lôi không có hiệu quả; và khi một quả ngư lôi trúng đích, nó lại làm bùng cháy xăng trên mặt nước, lan rộng đe dọa chính tận Gansevoort. Nó phải được kéo đến một nơi neo đậu an toàn hơn ngoài khơi bãi White. Do chỗ nghỉ ngơi trên tàu bị phá hủy, thủy thủ đoàn phải dựng lều tạm trên bờ. Kỹ sư phòng máy, sĩ quan kiểm soát hư hỏng và khoảng 20 người ở lại để cứu con tàu. Bất chấp những vụ không kích liên tục và nhiều quả bom ném suýt trúng, chiếc tàu khu trục tránh bị hư hại thêm, và có khả năng đi biển trở lại sau một tháng sửa chữa đầy nguy hiểm và nặng nhọc.

### 1945
Các nỗ lực cứu hộ được thực hiện cho đến ngày 2 tháng 2 năm 1945, khi Gansevoort được kéo đến vịnh San Pedro, rồi đến Ulithi nơi việc sửa chữa khẩn cấp hoàn tất vào ngày 21 tháng 4. Đi ngang qua Trân Châu Cảng, nó về đến San Francisco vào ngày 19 tháng 5 để sửa chữa những hư hại trong chiến đấu. Sau đó nó khởi hành từ San Diego, California vào ngày 3 tháng 10 để đi sang vùng bờ Đông, đi đến New York vào ngày 20 tháng 10.
Sau khi tham gia Ngày Hải quân tại New York, Gansevoort khởi hành vào ngày 1 tháng 11 để được chuẩn bị ngừng hoạt động tại Xưởng hải quân Charleston. Nó được cho xuất biên chế tại đây vào ngày 1 tháng 2 năm 1946 và gia nhập Hạm đội Dự bị Đại Tây Dương, được kéo đến neo đậu tại Orange, Texas. Tên nó được cho rút khỏi danh sách Đăng bạ Hải quân vào ngày 1 tháng 7 năm 1971, và bị đánh chìm như một mục tiêu ngoài khơi Florida vào ngày 23 tháng 3 năm 1972.

## Phần thưởng
Gansevoort được tặng thưởng bốn Ngôi sao Chiến trận do thành tích phục vụ trong Thế Chiến II.